# Tatiana Minello
Tatiana Minello, née le 1er mars 1970, est une joueuse de beach-volley brésilienne.
Elle est médaillée d'argent aux Championnats du monde de beach-volley en 2001 à Klagenfurt avec Sandra Pires.